# Gustavo Perla
Gustavo José Perla (Montevideo, Uruguay, 3 de mayo de 1978). Es un exfutbolista profesional uruguayo, se desempeñó en el terreno de juego como portero y militó en diversos clubes de Uruguay, Argentina y Chile.

## Clubes
| Club                  | País      | Año       |
| --------------------- | --------- | --------- |
| Colón F.C.            | Uruguay   | 1996-1998 |
| Deportivo Maldonado   | Uruguay   | 1999-2007 |
| Juventud de Pergamino | Argentina | 2007      |
| Arturo Fernández Vial | Chile     | 2008-2009 |